# María José Cantilo
María José Cantilo (Buenos Aires, 5 de julio de 1953-El Bolsón, 2 de mayo de 2022) fue una cantautora de rock argentina, considerada una de las «pioneras» del rock nacional.

## Biografía
Nació en el barrio de Belgrano en una familia numerosa de diez hermanos. Su hermano mayor es el también músico de rock Miguel Cantilo. Comenzó a tocar la guitarra a los siete años y compuso su primera canción a la edad de diecisiete. En su adolescencia frecuentó la casa de la calle Conesa (la famosa casa de su hermano Miguel que dio nombre a un disco de Pedro y Pablo) donde eran habituales músicos como Moris, Pappo, Roque Narvaja, Miguel Abuelo, Kubero Díaz, Jorge Pinchevsky, etc. En la década de los setenta, se muda al El Bolsón, (provincia de Río Negro) para experimentar la vida en comunidad y el contacto con la naturaleza.
Regresó a la provincia de Buenos Aires en 1982 y en ese mismo año comenzó su carrera artística. Con un estilo folk rock acústico; grabó su álbum debut homónimo en 1984, del cual participaron grandes músicos como David Lebón, León Gieco, Osvaldo Fattorusso, Daniel Colombres y su hermano Miguel Cantilo, entre otros. Fue parte de los festivales B.A. Rock y La Falda, donde cantó solamente acompañada de su guitarra acústica. El disco no logró el éxito esperado.
Hacia 1989 reintentó alcanzar el éxito con su segundo disco titulado «En banda» y participaron en él Oscar Moro, Claudio "Pato" Loza, Gustavo Dinerstain, Angel Lombardo, Diego Gesualdi y otros. Este disco tampoco consiguió repercusión. En mayo de 1990 hizo una osada producción para la revista Playboy (edición Argentina).
En febrero de 1992 fue detenida por tráfico de drogas y debió cumplir dos años y ocho meses en la cárcel de Ezeiza. Esta experiencia la plasmó en un libro editado un tiempo después de su liberación.
En 2000 comienza un lento retorno a la música con presentaciones esporádicas, que se iría haciendo más frecuentes con las ediciones de «Covers» editado en ese mismo año, «Momento de boleros» en 2005 y «Aquí y ahora» en 2006.
En septiembre de 2004, participó de una nueva versión de «La marcha de la bronca» junto a su hermano Miguel e invitados especiales.
En 2011 editó un disco titulado «Esencia» que fue producido por su hijo Gaspar Benegas (guitarrista del Indio Solari)  respetando la simpleza del sonido de su voz y su guitarra que era su característica.
Falleció en El Bolsón el 2 de mayo de 2022 por causas que no fueron reveladas.

## Discografía
- 1984: "María José Cantilo" - INTERDISC S.A.
- 1989: "En banda" - INTERDISC S.A.
- 1995: "Gota a gota" - PRODUCCIÓN INDEPENDIENTE
- 1999: "Sai Ram" - PRODUCCIÓN INDEPENDIENTE
- 2000: "Covers - Bossanova y Jazz" - PRODUCCIÓN INDEPENDIENTE
- 2004: "Feeling saudades" - PRODUCCIÓN INDEPENDIENTE
- 2005: "Momentos de boleros" - PRODUCCIÓN INDEPENDIENTE
- 2006: "Aquí y ahora" - PRODUCCIÓN INDEPENDIENTE
- 2011: "Esencia" - PRODUCCIÓN INDEPENDIENTE

## Sencillos
- 1984: "Se puede intentar - Flor celeste bajo de la almohada / Aventurera del rock" (Sencillo) - INTERDISC S.A.

## Libros
- 1996: Desde la cárcel